# 2018年の気象・地象・天象
2018年の気象・地象・天象（2018ねんのきしょう・ちしょう・てんしょう）では、2018年（平成30年）の気象・地象・水象・天象に関する出来事について記述する。
2017年の気象・地象・天象 - 2018年の気象・地象・天象 - 2019年の気象・地象・天象

## 気象

### 1月
- 1月3日 - 米国フロリダ州で、29年ぶりに降雪が観測された[1]。
- 1月4日 - コンゴ民主共和国の首都の貧民街で3日から4日朝にかけて豪雨に起因する洪水・土砂崩れが発生、44人が死亡する被害を出した[2]。
- 1月7日 - オーストラリアシドニーで、47.3度の気温が観測された[3]。
- 1月7日 - サハラ砂漠のアルジェリアアインセフラで降雪が観測された[4]。
- 1月8日 - 熱帯のバングラデシュで、史上最低気温となる2.6度が観測された[5]。
- 1月9日 - アメリカ合衆国カリフォルニア州南部で豪雨に起因する土砂災害が発生、家屋倒壊や少なくとも13人が死亡するなどの被害となった[6]。
- 1月12日 - 沖縄県那覇市、宜野湾市などであられが観測された[7]。
- 1月16日 - ロシア極東のサハ共和国で氷点下67度を観測[8]。
- 1月25日 - 東京都千代田区で氷点下4℃を観測（48年ぶりのこと）[9]。

### 3月
- 3月2日 - アメリカ合衆国東海岸部がノーイースターに襲われ、暴風雨や大雪、洪水を観測、3000便以上の航空便が欠航した[10]。
- 3月5日 - 前線を伴った低気圧が日本海を通過し各地で温暖、強雨となった。富士山で土石流が発生した。西側の剣ヶ峰大沢では国土交通省の監視カメラにスラッシュ雪崩（標高2200m）と土石流（標高1500m）として記録された[11]。一方、東側のふじあざみラインの北側では標高2400m付近からのスラッシュ雪崩が土石流へ変化し[12]、陸上自衛隊東富士演習場内に流入した。これによって作業員2名が死亡した。

### 5月
- 5月2日-3日 - インド北西部で強い砂嵐があり、110人以上が死亡した[13]。

### 7月
- 7月5日 - アルジェリアのサハラ砂漠で気温51.3度を記録、正確な統計におけるアフリカ大陸での観測史上最高記録を更新[14]。
- 7月6日 - 梅雨前線が活発化し、西日本から東日本にかけて記録的な大雨となる[15]。

- 7月18日 - 岐阜県多治見市で最高気温40.7度、同県美濃市で40.6度を記録、40度を超えたのは2013年の猛暑以来国内5年ぶり、7月としては2004年以来14年ぶり[16]。
- 7月23日 - 埼玉県熊谷市で14時16分に41.1℃を観測し、国内最高気温記録を5年ぶりに更新した[17]。
- 7月25日 - 日本の南海上で台風12号が発生、北上したのち西に進路を変え近畿・中国地方を通過、瀬戸内海を抜け福岡県に上陸し南下、九州の南海上でループしたのち中国に上陸する異例のコースをとった[18]。

### 8月
- 8月17日 - 北海道大雪山系にて降雪を観測[19]。

### 9月
- 9月4日 - 台風21号が25年ぶりに非常に強い勢力で日本に上陸。大阪湾沿岸を中心に記録的な高潮、各地で統計史上1位の風速を記録。
- 9月26日 - 甲府地方気象台が富士山で初冠雪を観測したと発表した。9月の冠雪は2012年以来6年ぶりのことである[20]。
- 9月29日 - 沖縄県や本州に台風24号が上陸。各地に被害をもたらした。

### 12月
- 12月4日 - 大分県国東市で気温27.0度を記録するなど、日本全国の926観測点のうちの351地点（全体の約37%）で12月の最高気温記録に並ぶか更新した[21]。

## 地象
大阪府・北海道で人的被害を伴う地震が発生した。前年に続き津波警報・注意報の発表はなかった。

### 1月
- 1月5日 - パプアニューギニアのカドバー島(en)の休火山が史上初めて噴火[22]。
- 1月10日 - 11時51分（日本時間）頃、ホンジュラスの北東沖でマグニチュード7.6の大地震が発生した[23]。津波情報が出されるも、大きくとも19センチの津波を観測するに留まり[24]、現在のところ大きな被害は報告されていない[25]。
- 1月23日 - 気象庁は群馬県の草津白根山が噴火したもようだと発表、噴火警戒レベルを2に引上げた[26]。
- 1月30日 - 蔵王山で火山性微動が観測され、仙台管区気象台は噴火警戒レベルを2に引上げた[27]。

### 2月
- 2月20日 - 霧島連山・えびの高原周辺で微小火山性地震が増加しているとして気象庁は噴火警戒レベルを2に引上げた[28]。

### 3月
- 3月1日 - 霧島連山の新燃岳が噴火[29]。

### 4月
- 4月11日 - 大分県中津市耶馬渓町で大規模な山崩れが発生、民家4軒を巻き込む[30]。
- 4月19日 - 霧島連山の硫黄山が噴火、気象庁は噴火警戒レベルを3に引上げた[31]。
- 4月19日, 27日 - 米国イエローストーン国立公園のスチームボート・ガイザー（英語版）（間欠泉）が噴出。
- 4月30日 - ニュージーランド北島のロトルアで洪水後に巨大なシンクホール(地割れ)が生じた[32]。

### 5月
- 5月3日 - 米国ハワイ島のキラウエア火山が噴火[33]。

### 6月
- 6月3日 - グアテマラのフエゴ火山の噴火、火砕流が発生[34]。
- 6月18日 - 日本の大阪府北部を震源とする地震が発生。マグニチュード6.1、最大震度6弱[35]。

### 9月
- 9月6日 - 北海道胆振東部地震が発生。
- 9月28日 - スラウェシ島地震が発生。

### 12月
- 12月22日 – インドネシアのスンダ海峡でアナク・クラカタウの噴火によるとみられる津波が発生[36]。

## 水象
- 2月1日 – 長野県の諏訪湖で5季ぶりに御神渡りを確認[37]。
- 5月1日 – ニュージーランドの南方の南極海で南半球で史上最大となる23.8メートルの大波(高波/巨大波?)を観測[38]。

## 天象

### 1月
- 1月31日 - 皆既月食[39]

### 2月
- 2月5日 - 小惑星2002AJ129が地球から約420万キロを通過[40]。
- 2月6日 - 小惑星2018CCが地球から約19万キロを通過[41]。
- 2月9日 - 小惑星2018CBが地球から約6.4万キロを通過。

### 予定
- 2月16日 - 部分日食（南極・南アメリカ）[42]

### 7月
- 7月13日 - 部分日食（南オーストラリア）[42]
- 7月28日 - 皆既月食[39]

### 8月
- 8月11日 - 部分日食（グリーンランド、北ヨーロッパ、ロシア、モンゴル等）[42]